# Netback
Netback ist ein Verfahren, bei dem aus einem Preis beim Endverbraucher unter Abzug von Kosten/Margen ein Preis auf einer vorgelagerten Handelsstufe ermittelt wird.
Netback wurde in einer angepassten Version („Soft Netback“) zur Preisbildung von Erdgas auf der Importstufe angewandt. Im Endverbrauchermarkt (Haushalt, Industrie, Kraftwerke) sind die Konkurrenzprodukte im Wesentlichen Heizöl und Kohle. Aus Anlegbarkeitsrechnung ergibt sich der maximal mögliche Preis beim Endverbraucher, den er bereit ist, in Konkurrenz zu einem anderen Energieträger zu zahlen. In Verhandlungen zwischen den Produzenten und den Gasimporteuren wurden dann hieraus Importpreise unter Berücksichtigung der Spezifikationen des eingekauften Produktes (Flexibilität, Zahlungsziele, Qualität etc.) abgeleitet. Da es sich nicht um eine schematische Rechnung entlang statistischer Daten handelt, der Name „Soft Netback“. 
Der Preis wurde schrittweise unter Berücksichtigung der Kosten und Margen der einzelnen Handelsstufen „rückgerechnet“. In der Regel alle drei Jahre wurde dieser Preis im Einklang mit Veränderungen im Endverbrauchermarkt angepasst, um die Preise der langfristigen Verträge der Erdgaswirtschaft an die Marktentwicklung anzupassen.
In der aktuellen Marktsituation ergibt sich der Marktpreis für den Kunden durch die Preisbildung an den Großhandelsmärkten (Hubs: Handelspunkte im Netz) und aus den nachgelagerten Transport- und Strukturierungskosten. 

## Beispiel
Beispiel für ein Berechnungsschema eines anlegbaren Preises (Äquivalenzpreis). Auf dem Wärmemarkt sind Heizöl und Erdgas Konkurrenzenergieträger. Bei der Verwendung von Heizöl sind die Kosten für Anschaffung einer Heizungsanlage und deren Betriebskosten höher als bei der Verwendung von Erdgas. In der Anlegbarkeitsrechnung wird der Gaspreis nun so eingestellt, dass die Gesamtkosten beider Energieträger beim Endverbraucher gleich sind. Durch die höheren Verteilungskosten beim Gas im Vergleich zum Öl, liegt der Importpreis für Gas unter dem vergleichbaren Ölpreis. 